# 사카노 도요후미
사카노 도요후미(일본어: 阪野 豊史, 1990년 6월 4일 ~ )는 일본의 축구 선수로 현재 J3리그의 FC 이마바리에서 공격수로 뛰고 있다.

## 구단 경력
그는 2013년부터 2024년까지 J리그의 우라와 레즈, 도치기 SC, 에히메 FC, 몬테디오 야마가타, 마쓰모토 야마가 FC, 도쿄 베르디, FC 이마바리에서 활동하였다.